# コンスタンス・ド・フランス (1128-1176)
コンスタンス・ド・フランス (Constance de France、1128年頃 - 1177年以降の8月16日没）は、カペー家の女性。フランス王ルイ6世と王妃アデル・ド・サヴォワの子。

## 生涯
息子しかいなかったルイ6世と王妃アデル・ド・サヴォワの1人娘として生まれ、1140年に兄ルイ7世によって、イングランド王スティーブンの長子ブローニュ伯ウスタシュ4世と結婚した。
1153年にウスタシュが急逝すると、コンスタンスは1154年にトゥールーズ伯レーモン5世と再婚した。2人の間には4子が生まれた。
- レーモン（1156年 - 1222年） - 後のレーモン6世
- アルベリック・タイユフェル（1157年 - 1183年没） - サン・ジル伯
- アデライード（1158年頃 - 1200年没） - カルカソンヌ子爵ロジェ2世・トランカヴェルの妃
- ボードゥアン（1165/6年 - 1214年）

1165年、コンスタンスはアルビ近郊のロンベールで開催された教会会議に参加した。会議の目的は、異端者を混乱させ非難することであった。異端者がアルビジョワと呼ばれるようになったのはこの時からである。
1166年、コンスタンスは夫レーモン5世と別れた。離縁の後、彼女は兄ルイ7世に宛てて書いた書簡の中で、こう記している。『私は家を出て、ある騎士家門が所有する村へ行きました。私は自分の召使に食べ物も何も与えることができなかったからです。伯は私の生活の面倒を見ず、私の求めに応じて財産を提供することもありません。』
パリ地域へ彼女が戻った後、兄ルイ7世は彼女に、範囲は不明であるが領地を与えたと考えられる。いずれにせよ、1171年以降、彼女はサン・ジル女伯の名前でモンマルトル修道院とテンプル騎士団にいくつかの不動産を寄付した。
修道院長ドゥローネーによると、コンスタンスはモントルイユ・スー・ボワの領主であった。

### ビュルラの伝説
言い伝えによると、コンスタンスはレーモン5世との離縁後、ビュルラに逃れた。娘のアデライードはビュルラで育った。彼女はビュルラで「Cour d'Amour」（愛の裁判所）を開き、とりわけペリゴールの吟遊詩人アルノー・ド・マルイユが有名である。
歴史的に見ると、レーモン5世との離縁後にコンスタンスがビュルラに逃れたとみなすのは難しい。1165年時点のビュルラは、トゥールーズ家ではなくトランカヴェル家に属していたからである。ビュルラにパヴィヨン・ダデライードを建てたのはコンスタンスではなく、12世紀初頭におそらくベルナール・アトン4世と妻のセシルが建てたものとみられている。